# عمل سزارین
عمل سزارین (به فرانسوی: Césarienne) که به آن عمل رُستَم‌زایی یا عمل رُستَمینه نیز می‌گویند یک نوع زایمان غیرطبیعی است که در آن نوزاد با ایجاد برشی در دیواره شکم و رحم مادر خارج می‌شود. در شرایط ویژه‌ای که زن باردار به دلایل پزشکی توانایی یک زایمان طبیعی را نداشته باشد از روش سزارین که نوعی عمل جراحی است استفاده می‌شود تا زایمان میسر گردد.

## چگونگی انجام عمل سزارین
قبل از شروع عمل سزارین، توسط آنژیوکت از یکی از رگ‌های خانم بارداری که قرار است زایمان سزارین کند عمل رگ‌گیری انجام می‌شود تا از طریق آن، مایعات و در صورت لزوم دارو داده شود. سپس به روش بی‌حسی اسپاینال (نخاعی)، بی‌حسی اپیدورال و یا هر دو، شکم را بی‌حس می‌کنند. همچنین نوع دیگری از بیهوشی به نام بیهوشی عمومی که به سرعت باعث به خواب رفتن می‌شود، فقط در موارد اورژانسی انجام می‌گیرد. در اغلب موارد هنگام عمل سزارین به دلیل استفاده از بی‌حسی ناحیه‌ای، مادر می‌تواند هشیار باشد و پس از تولد نوزاد، او را در آغوش بگیرد.
پس از بی‌حس شدن، یک برشی عرضی در بالای اندام تناسلی ایجاد می‌کنند که گاهی هم این برش می‌تواند عمودی و از ناف تا بالای اندام تناسلی باشد. بعد از انجام برش، نوزاد از رحم خارج می‌شود. پس از خارج کردن نوزاد، جفت را نیز از رحم خارج می‌کنند و بعد محل برش جراحی را بخیه می‌زنند.

## آمار عمل سزارین در دنیا
از آنجا که زایمان به صورت سزارین با درد کمتری برای زن باردار همراه است، این گونه زایمان بسیار شایع شده و تعداد زیادی از زنان باردار مایل به استفاده از این روش هستند. اگر چه سازمان بهداشت جهانی توصیه می‌کند که حداکثر ۱۵ درصد از تولدها به روش سزارین انجام شوند، اما شیوع عمل سزارین در بسیاری کشورها بیش از این مقدار است. چنان که حدود ۳۰ درصد از تولدها در آمریکا و ۴۶ درصد تولدها در چین به روش سزارین انجام می‌گیرد. در ایران نیز گرایش زیادی به تولد نوزاد به روش سزارین وجود دارد. ایران پس از برزیل دومین کشوری است که بیشترین آمار سزارین را به خود اختصاص داده است. و پس از ایران، مکزیک در رتبه سوم قرار دارد. اتریش و هلند به‌عنوان کمترین میزان سزارین با ١۵ درصد شناخته می‌شوند.

## شرایطی که عمل سزارین ضروری است

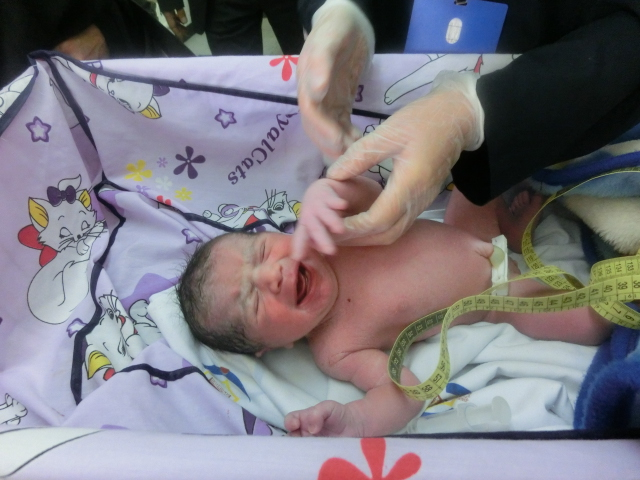
نوزاد حاصل زایمان سزارین.

- در صورتی که فرد قبلاً سزارین کرده باشد.
- زمانی که فرزند در رحم مدفوع کرده باشد.[۶]
- جفت سر راهی
- رگ سر راهی
- نمایش بند ناف
- دیسترس جنین در سن بالای ۲۴ هفته
- دیستوشی زایمان (مانند توقف زایمانی، عدم تناسب سر جنین با لگن مادر)
- پرولاپس بند ناف
- وجود تبخال دستگاه تناسلی
- دو قلویی وقتی که جنین اول با نمایش سر نباشد
- دوقلوهای مونو آمنیونی
- جنین بزرگتر از ۴٫۵ کیلوگرم
- وجود ناهنجاری‌های رحمی در مادر (رحم دوشاخ)
- اغلب موارد زایمان بریچ

## عوارض
سزارین می‌تواند به توصیه پزشک درمانگر و به دلایل مختلفی ازجمله زایمان‌های پیشین مادر و مشکلات جنین انجام شود. به اعتقاد بسیاری از مادران، سزارین روش ساده و بدون درد برای طی کردن فرایند زایمان است؛ این درحالی است که بسیاری از مادران از عوارض و مشکلات پس از زایمان سزارین بی‌اطلاع هستند. به همراه افزایش سزارین، میانگین سن هنگام تولد نوزادان یک تا ٣ هفته کمتر شده و بیشتر تولدها قبل از شروع علایم زایمان اتفاق می‌افتد. تولد بدون علایم زایمان یعنی زایمان زودرس ممکن است مطابق با تعریف نوزاد نارس نباشد. ولی به خاطر اینکه بین یک تا ٣ هفته از زندگی داخل رحم به‌طور عمد محروم شده‌است می‌تواند تبعات بسیار زیادی در پی داشته باشد.

### عوارض برای مادر
برخی از عوارض این عمل شبیه سایر عمل جراحی مانند عوارض بیهوشی مثل حالت تهوع، استفراغ، سردرد شدید و کمردرد، خطر از دست دادن حجم زیادی از خون، احتمال بروز حاملگی‌های پرخطر در آینده مثل جفت اکرتا، جفت سر راهی، طولانی شدن زمان زایمان، زایمان زودرس، وزن کم هنگام تولد می‌باشد. عفونت‌های مثانه و رحم و آسیب سیستم ادراری از جمله عوارض دیگر است. همچنین سزارین ممکن است در بارداری‌های بعدی مشکلاتی مثل سخت جدا شدن جفت از رحم را  ایجاد کند. اما یکی از خطرسازترین عوارض سزارین برای مادر که البته کم اتفاق می‌افتد گاهی می‌تواند شامل ترومبوز وریدی، تشکیل لخته های خون در پا ها یا ریه‌ های مادران باشد.

### عوارض برای نوزاد
کودکان سزارینی ۵۰ درصد بیشتر در معرض ابتلا به آسم، دیابت، چاقی، آلرژی و بیماری سلیاک هستند. افزایش شیوع اختلالات تنفسی در نوزادان به دلیل زایمان زودتر از موعد، یکی از شایع‌ترین عوارض در رابطه با تولد با سزارین است.

### تأثیر بر روند تکامل
استفاده روزافزون از سزارین باعث شده تا زنانی که دارای لگن خاصره کوچک هستند و تا حدود اوایل قرن بیستم به خاطر درد زیاد در هنگام زایمان جان خود را از دست می‌دادند با توانایی زایمان، ژن خود را به نسل‌های بعدی منتقل کنند. بر اساس تخمین محققان، موارد تنگی مجاری زایمان از ۳۰ مورد در هر هزار زایمان در دهه ۱۹۶۰ به ۳۶ مورد در هر هزار زایمان در حال حاضر افزایش یافته‌است.
از سوی دیگر سزارین باعث افزایش تعداد نوزادان درشت‌تر می‌شود که البته سالم‌تر هستند. اما اگر نوزادان بیش از حد درشت باشند در جریان زایمان در رحم مادر گیر می‌کنند. این وضع در گذشته می‌توانست برای مادر و فرزند مرگبار باشد و افزایش سزارین باعث انتقال ژن‌های درشتی جثه از مادر به فرزند می‌شود.

## سزارین اورژانسی
سزارین‌های اورژانسی به ندرت اتفاق می افتد زمانی که مراقبت‌های قبل از زایمان با دقت و خوب انجام شود، اما احتمالا در بیمارستان‌ های دولتی بیشتر اجرا می شود، زیرا بانوان باردار فقط در مراحل پیشرفته زایمان یا زمانی که با پیچیدگی روبرو می شوند به این بیمارستان مراجعه می کنند. سزارین اورژانسی فقط و فقط زمانی است که خطری زندگی مادر یا نوزاد یا هر دو را به خطر بیندازد. این سزارین زمانی رخ می‌دهد که:
- جنین در مجرای خروجی زایمان گیر کرده باشد.
- وجود خون ریزی
- عفونت
- مایع آمنیوتیک نشت کرده باشد و سبز رنگ شده باشد.
- ایست ناگهانی ضربان قلب جنین
- بندناف از واژن بیرون زده باشد.(پرولاپس آشکار)
- مادر به علت پره اکلامپسی (مسمومیت حاملگی همراه با فشار خون بالا) دچار تشنج شده باشد.(اکلامپسی)

## تاریخچه و ریشه‌شناسی
از نظر تاریخی، سزارین بر روی یک زن زنده معمولاً منجر به مرگ مادر می‌شد. این یک اقدام افراطی در نظر گرفته می‌شد که تنها زمانی انجام می‌شد که مادر قبلاً مرده بود یا غیرقابل کمک تلقی می‌شد. طبق سوابق چینی باستانی مورخ بزرگ، لوژونگ، از نسل ششم امپراتور اسطوره ای زرد، شش پسر داشت که همگی با «بریدن بدن» به دنیا آمدند. ششمین پسر که جیلیان نام داشت، خاندان می را که بر ایالت چو حکومت می‌کرد (حدود ۱۰۳۰ تا ۲۲۳ قبل از میلاد) تأسیس کرد.

### ایران
در این زمینه اطلاعات دقیقی در دست نیست، اما وجود داستانی در شاهنامه فردوسی مشخص می‌کند که این شیوه زایمان در ایران قدمتی هزاران ساله دارد. هنگام فارغ شدن رودابه، همسر زال و مادر رستم؛ به علت بزرگی جثهٔ نوزاد با مشکل مواجه شده و درد بسیاری را متحمل می‌شود. زال برای حل این مشکل و نجات جان همسر و فرزندش از سیمرغ کمک می‌خواهد و سیمرغ با روشی که امروزه به سزارین شهرت دارد دستور به شکافتن پهلوی رودابه و به دنیا آوردن بچه می‌دهد. به این دلیل در فرهنگ ایران به این عمل «رستم‌زایی» یا «رستمینه» گفته می‌شود.

### اروپا

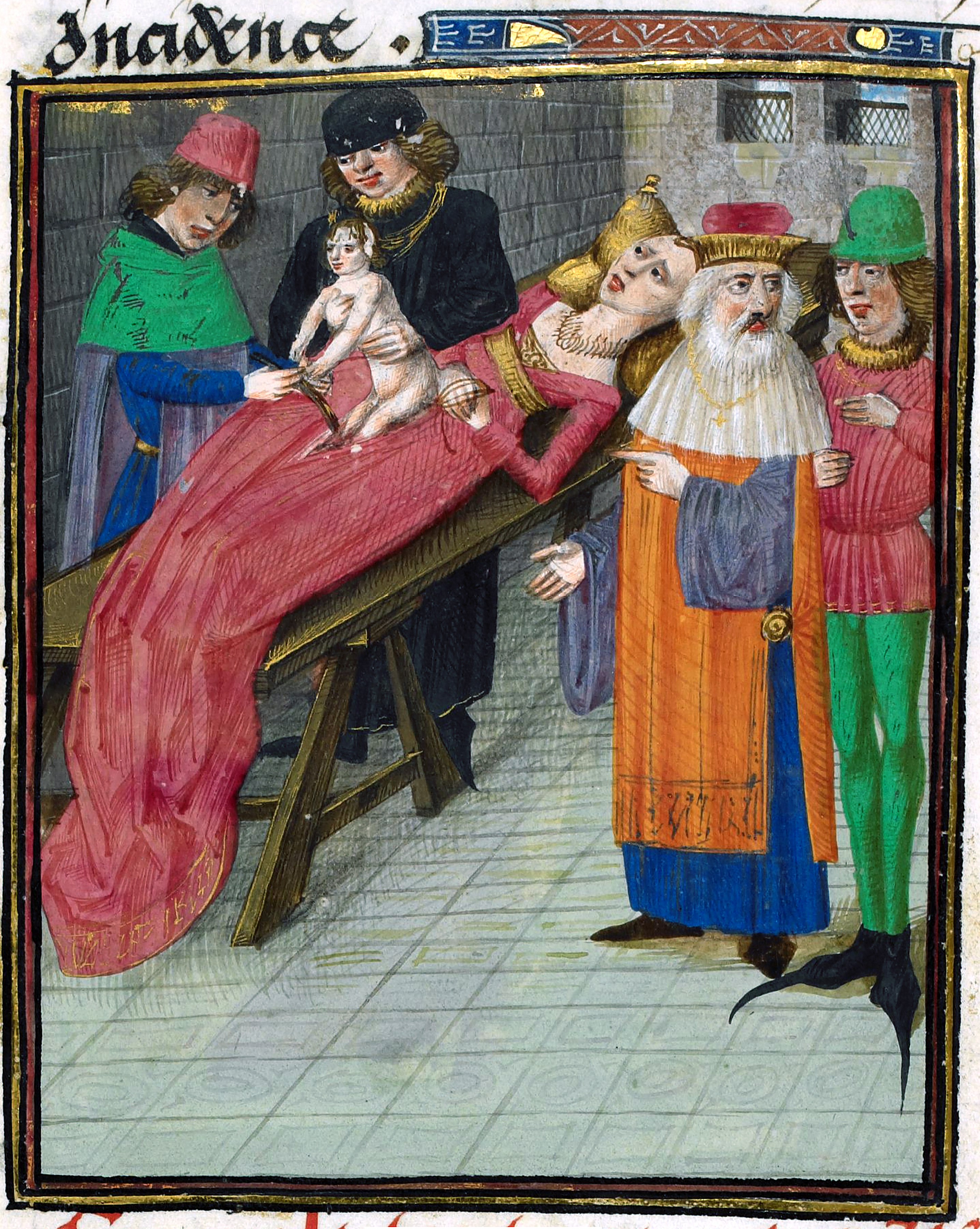
نگاره‌ای افسانه‌ای از تولد ژولیوس سزار، مربوط به سده پانزدهم میلادی

در اروپا مشابه این روایت برای تولد ژولیوس سزار نقل می‌شود و پندار عامه ریشهٔ نام سزارین را از آن می‌داند. اما فرضیه‌ها مبنی‌بر اینکه دیکتاتور رومی ژولیوس سزار با روشی که امروزه با عنوان سزارین به‌دنیا آمده‌است نادرست هستند. با وجودی‌که این عمل جراحی در دوران روم باستان انجام می‌گرفت، هیچ منبع کلاسیکی در دست نیست که نشان دهد مادری از چنین عملی جان سالم به‌دربرده باشد. ریشه واژه سزارین (Caesarean) چنین توضیح داده‌شده که از فعل لاتین caedere به‌معنای «بریدن، جدا کردن» آمده‌است و به کودکانی که بدین شیوه بدنیا می‌آمدند caesones می‌گفتند. پلینیوس بزرگتر از یک ژولیوس سزارِ به‌خصوص (از اجداد سزار معروف) با عنوان ab utero caeso به‌معنای «بریده‌شده از رحِم» یاد می‌کند و اینچنین نام خانوادگی سزار (Caesar) به تمامی این خاندان اطلاق گشت. در دیگر زبان‌ها پیوندی میان ژولیوس سزار یا امپراتوران روم وجود دارد. برای نمونه، در زبان‌های مدرن آلمانی، نروژی، دانمارکی، هلندی، سوئدی، فنلاندی، ترکی، و مجارستانی واژه‌های مزبور به‌ترتیب عبارتند از Kaiserschnitt, keisersnitt, kejesernit, keizersnede, kejsarsnitt, keisarileikkaus, sezaryen و császármetszés که به‌معنای «بُریده‌شدن امپراتور» هستند. واژه آلمانی آن تا زبان ژاپنی (帝王切開 teiōsekkai) و زبان کره‌ای (제왕 절개 jewang jeolgae) رفته‌است که هر دو در یک برگردان تحت‌اللفظی به‌معنای «بریدن امپراتور» هستند. واژه هلندی آن با عنوان bedah sesar وارد زبان اندونزیایی که به‌معنای «عمل جراحی امپراتور» یا «عمل جراحی سزار» است گشته‌است. به همین شیوه، در زبان‌های اسلاوی غربی یعنی لهستانی ciecie cesarkie، چکی císařský řez، و اسلواکی cisársky rez به‌معنای «بریده‌شدن امپراتور» هستند در حالیکه زبان‌های اسلاوی جنوبی شامل صربی царски рез و اسلوونیایی cárski réz به‌معنای بریده‌شدن تزار هستند. واژه روسی Кесарево сечение (تلفظ: késarevo sečénije) به‌معنای «منقطع شدن امپراتور» است. واژه عربی «ولادة قیصریة» نیز به‌معنای «تولد قیصر» است. واژه عبری ניתוח קיסרי (تلفظ:nitúakh Keisári) به‌معنای «عمل جراحی سزاری» است.

## سزارین در ایران
آمار سزارین در ایران بالاتر از کشورهای پیشرفته‌است. کارشناسان و برخی پزشکان علت این امر را اختلاف تعرفه زایمان طبیعی در قیاس با سزارین و انگیزه‌های مالی پزشکان می‌دانند.
در سال‌های اخیر به دنبال اجرایی شدن طرح تحول سلامت در کشور، کاهش ۱۲ درصدی سزارین را شاهد هستیم.ضمن اینکه این روند کاهش با رشد مثبت روبروست.
تلاش‌های بیشتری نیز در این زمینه انجام می‌شود، مانند: زایمان‌های بی درد دارویی یا بدون دارو،روش‌های حمایتی و تکنیک‌های کاهش درد توسط ماما، تا زایمان طبیعی در بین زنان گسترش بیشتری پیدا کند.